# Герб Рожища
Герб Рожи́ща — офіційний символ міста Рожище, районного центру Волинської області. Затверджений 6 жовтня 1999 року сесією Рожищенською міської ради.
Автори герба — А. Гречило та Ю. Терлецький.

## Опис герба
Щит перетятий; у верхньому червоному полі — срібний лапчастий хрест, у нижньому золотому — синій лапчастий хрест.

## Зміст
Основою для сучасних символів став сюжет герба міста з кінця XVI ст., на якому було зображено «два крижа», тобто два хрести.